# Комендантское (Костанайская область)
Комендантское (каз. Комендант) — упразднённое село в Узункольском районе Костанайской области Казахстана. Входило в состав Петропавловского сельского округа. Код КАТО — 396649400. Вошло в состав села Белоглинка в 2019 году.
На юго-востоке села находится озеро Комендантское.

## Население
В 1999 году население села составляло 210 человек (101 мужчина и 109 женщин). По данным переписи 2009 года, в селе проживало 108 человек (44 мужчины и 64 женщины).